# Workcamp

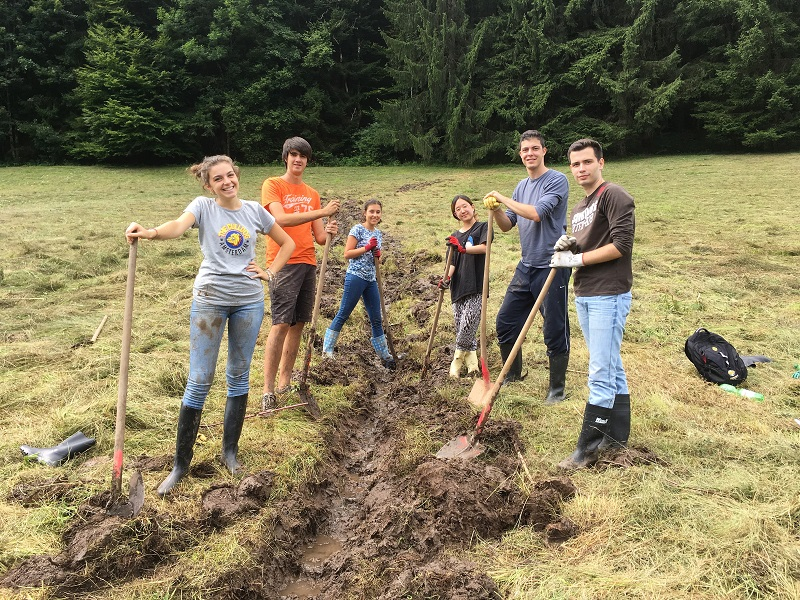
Junge Erwachsene engagieren sich bei einem internationalen Workcamp in Schenkenzell, organisiert durch IBG e. V.

Internationale Workcamps (aus dem Englischen, "work camps"), auch Jugendgemeinschaftsdienst, sind Formen des Freiwilligendienstes mit dem Ziel der Völkerverständigung. Bei einem Workcamp engagieren sich junge Freiwillige aus verschiedenen Ländern für zwei bis vier Wochen in einem gemeinnützigen Projekt.

## Historischer Abriss
Als spezielle Form internationaler Jugendbegegnungen hat sich zu Beginn des 20. Jahrhunderts der Typ des Friedensdienstes, Freiwilligendienstes oder Jugendgemeinschaftsdienstes herausgebildet. Insbesondere nach dem Ersten Weltkrieg gewann die internationale Verständigung an Bedeutung und in den Jahren nach dem Zweiten Weltkrieg an erneuter Brisanz insbesondere in und für Europa. Dabei gilt als erstes Workcamp überhaupt ein internationales Freiwilligenprojekt, welches im Herbst 1920 vom Schweizer Pazifisten Pierre Cérésole mit dem Ziel organisiert wurde, beim Wiederaufbau des im Ersten Weltkrieg zerstörten Dorfs Esnes, nahe Verdun, zu helfen. Service Civil International (SCI) wurde als erste Organisation für Workcamps 1931 in der Schweiz gegründet und verbreitete sich mit Zweigstellen in mehreren europäischen Ländern. Schwerpunkt der Workcamps war zunächst die Hilfe nach Naturkatastrophen, später aber leistete SCI auch humanitäre Hilfe, beispielsweise im Spanischen Bürgerkrieg. Nach dem Ende des Zweiten Weltkriegs wurde der SCI in Deutschland 1945 mit Unterstützung des britischen Zweigs wiederbelebt. Schrittweise entstanden in West- und in Ostdeutschland weitere Workcamp-Organisationen, die sich zum Ziel setzten, grenzüberschreitende Friedensarbeit zu leisten. Dazu gehörten sowohl Jugendorganisationen und Einrichtungen aus dem christlich-ökumenischen als auch aus dem parteipolitisch und kirchlich unabhängigen Bereich, welche das Konzept internationaler Freiwilligeneinsätze zur Völkerverständigung aufgriffen. Die UNESCO gründete 1948 das Koordinierungskomitee für den internationalen Freiwilligendienst (Coordinating Committee for International Voluntary Service CCIVS) welches im April 1948 eine internationale Konferenz für Workcamp-Organisationen einberief um deren zukünftige Ausrichtung zu diskutieren. Die Workcamps im Rahmen des Wiederaufbaus nach dem Zweiten Weltkrieg wurden schrittweise weniger, die Organisationen wandten sich verstärkt sozialen und politischen Aufgaben und Fragestellungen zu. So entstanden beispielsweise Projekte für die Integration von Menschen mit Migrationshintergrund oder Projekte mit Kindern. In den 50er und 60er Jahren verbreitete sich die Workcamp-Bewegung zunehmend weltweit, wodurch sich das Spektrum an Projekten und die Austauschmöglichkeiten für Freiwillige erweiterten. Während des Kalten Krieges wurden das Engagement für Frieden und Abrüstung, der Einsatz für Menschenrechte und der Kampf gegen Apartheid zentrale Themen, die auch in den Workcamps Einzug hielten.
Mit zunehmender Globalisierung gewann der weltweite Austausch immer mehr an Bedeutung: Workcamps gibt es heute in über 100 Ländern weltweit. 1982 wurde die Allianz der europäischen Freiwilligendienstorganisationen (ALLIANCE) gegründet, welche als Dachorganisation für über 50 Workcamp-Organisationen weltweit fungiert. Neben 44 Organisationen in EU-Staaten sind mittlerweile auch Organisationen aus Armenien, Belarus, Russland, der Ukraine, Kanada, Japan, Indien, Südkorea und Nepal vertreten. Typisch für Workcamps ist weiterhin die freiwillige Arbeit an einem gemeinnützigen, sozialen oder lokalen Projekt. Manche Workcamp-Organisationen vermitteln junge Menschen mittlerweile auch längerfristige Freiwilligendienste im Ausland, an den Freiwilligendienst weltwärts oder Projekte des Europäischen Solidaritätskorps.

## Beispiele für Arbeitsprojekte

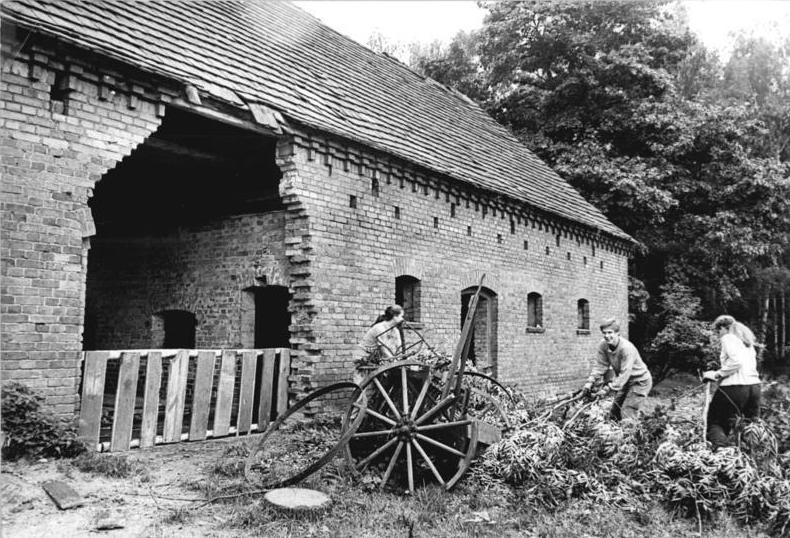
Teilnehmer eines ökologischen Workcamps im Spreewald, 1990

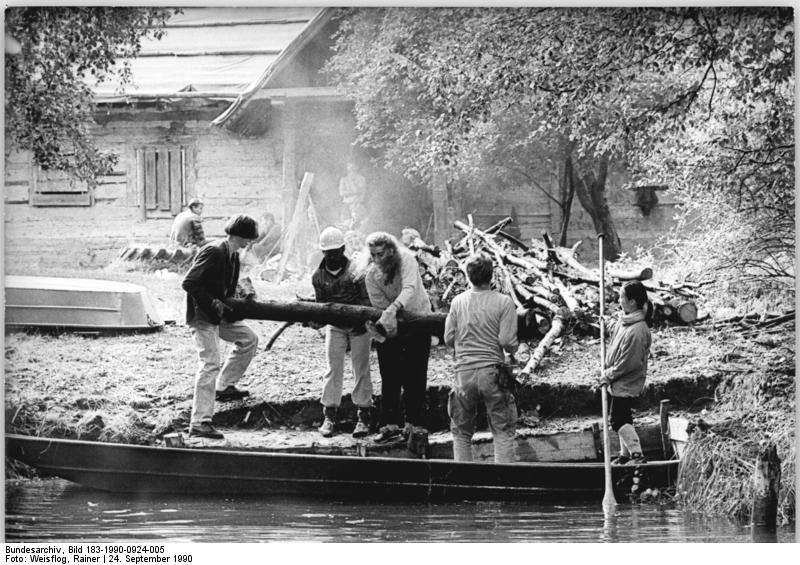
Teilnehmer eines ökologischen Workcamps im Spreewald 1990 mit Naturschützern aus Frankreich, Ghana, Hongkong, den Niederlanden und den USA

Soziale Projekte sind zum Beispiel die Hilfe in Kinder- oder Behindertenheimen, die Mithilfe bei Kinderferienprogrammen oder die Organisation eines Kultur-, Jugend- oder Musikfestivals.
Umweltschutzeinsätze sind z. B. Wiederaufforstung, Strandhafer-Setzen, Bachsanierung, Bau-, Landschaftspflege- oder Restaurierungsarbeiten, Kriegsgräberpflege, Restaurierung denkmalgeschützter Gebäude, Denkmalpflege, Bau von Gemeinschaftsräumen oder sanitären Anlagen (insb. in Entwicklungsländern), Bau oder Restaurierung von Kinderspielplätzen, Renovierung eines Jugendhauses, Kindergartens oder Behindertenheims oder das Anlegen von Wanderwegen.

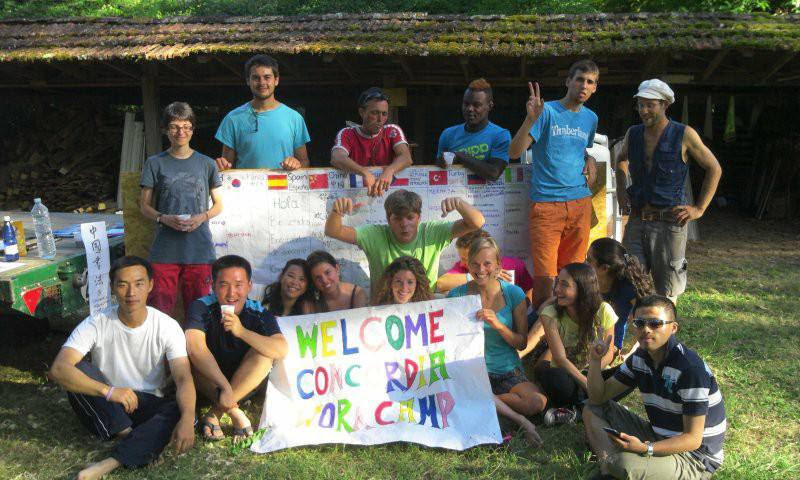
Internationale Freiwillige bei einem Workcamp der französischen Organisation Concordia im August 2013

Wichtig ist, dass es sich um zeitlich überschaubare (normalerweise in drei bis sechs Wochen abschließbar), nicht-kommerzielle und sinnvolle Projekte handeln soll, die ohne die internationale Gruppe nicht finanzierbar oder leistbar wären, d. h. das Workcamp sollte keine lokalen Arbeitsplätze wegnehmen aber auch nicht als billige Arbeitskräfte zu stupiden Arbeiten, die mit Maschinen schneller zu erledigen wären, herangezogen werden.

## Projektträger, Workcamp-Organisation und Teilnehmer
In der Regel stellt der örtliche Projektträger die Arbeitsleitung, eine einfache Unterkunft für die Teilnehmer sowie einen Zuschuss für die Workcamp-Organisation, der sich nach den geleisteten Arbeitstagen bemisst. Die Workcamp-Organisation sorgt für die komplette organisatorische Abwicklung, stellt eine geschulte Campleitung zur Verfügung, übernimmt die Versicherung der Teilnehmer und wirbt die internationalen Teilnehmer über weltweite Partnerorganisationen an. Die Teilnehmer zahlen in der Regel eine Anmelde- und Vermittlungsgebühr direkt an ihre nationale Organisation und zahlen für die eigene Anreise. Unterkunft, Verpflegung, Versicherung und Freizeitprogramm sind dann als Gegenleistung für die Mitarbeit am Projekt frei.

## Workcamps heute
In Workcamps arbeiten und leben in der Regel 10–20 Teilnehmer verschiedener Nationalitäten zwischen 18 und 26 Jahren für zwei bis vier Wochen in ihren Ferien zusammen. Zu sogenannten „Junior-Camps“ können sich je nach Veranstalter teilweise aber auch schon Jugendliche ab 14 Jahren anmelden.
Grundkenntnisse der jeweiligen Campsprache – häufig Englisch – können Teilnahmevoraussetzung sein. In den Camps wird aufgrund multinationaler Zusammensetzung tatsächlich Sprachenvielfalt vorherrschen.
Neben der Fertigstellung des jeweiligen Arbeitsprojektes können im gemeinsamen Campalltag mit Selbstversorgung und bei der Freizeitgestaltung (Ausflüge in die Umgebung, Kennenlernen des Camplandes) interkulturelles Lernen, Sprachenlernen und der Abbau von Vorurteilen durch direktes Erleben im Mittelpunkt stehen.

## Organisationen in Deutschland
In Deutschland gibt es zahlreiche Organisationen und gemeinnützige Vereine, die internationale Jugendgemeinschaftsdienste in allen Bundesländern durchführen und auch Teilnehmer an Partnerorganisationen in aller Welt vermitteln. Sie erhalten zur Durchführung der internationalen Begegnungen in der Regel über diese Dachverbände Zuschüsse aus dem Bundesjugendplan.
Die Trägerorganisationen haben sich in mehreren Dachverbänden zusammengeschlossen, der größte ist die „Trägerkonferenz der deutschen Workcamp-Organisationen“. Diese vereinigt insgesamt 15 Workcamp-Organisationen in Deutschland:
- Vereinigung Junger Freiwilliger e. V.
- Internationale Jugendgemeinschaftsdienste e. V. (ijgd)
- Aktion Sühnezeichen Friedensdienste e. V. (ASF)
- IBG Workcamps e. V.
- Internationaler Bauorden e. V. (IBO)
- Kolping Jugendgemeinschaftsdienste (JGD)
- Norddeutsche Jugend im internationalen Gemeinschaftsdienst e. V. (NiG)
- Ökumenische Jugenddienste (ÖJD/EYS)
- Evangelisches Jugendwerk in Württemberg
- Offene Häuser
- Nothelfergemeinschaft der Freunde e. V. (NdF)
- pro international e. V.
- Service Civil International e. V.
- Youth Action for Peace Deutschland – Christlicher Friedensdienst e. V. Yap-cfd
- Friedenskreis Halle[7]

Weitere Organisationen, die Freiwilligendienste anbieten, sind:
- Volksbund Deutsche Kriegsgräberfürsorge e. V.
- Deutsche Pfadfinderschaft Sankt Georg e. V. (DPSG)
- CISV (Children´s International Summer Villages)
- Versöhnungsbund e. V.
- IDEM - Identity through Initiative e. V.

## Organisationen und Ursprünge in der Schweiz

### Ursprünge
Wichtige Impulse für die Zivildienstbewegung und internationale Workcamps gehen zurück auf den Pazifisten Pierre Cérésole, der schon in den 1920er Jahren die ersten "Dienste" (Workcamps) mit internationalen Freiwilligen in Frankreich und der Schweiz organisierte. Er gründete den Service Civil International (SCI), der noch heute sowohl in der Schweiz als auch international Workcamps organisiert und durchführt.

### Organisationen
- Service Civil International (SCI) – Schweizer Zweig
- Workcamp Switzerland

## Organisationen in Österreich
- Service Civil International (SCI) Österreich (seit 1947)[9]
- Grenzenlos (seit 1949)[10]
- Österreichischer Bauorden